# James Louis Moulton
James Louis Moulton, britanski general, * 1906, † 1993.